# Akomodacja oka

Akomodacja oka ludzkiego w przypadku przedmiotu dalszego (a) i bliższego (b)

Akomodacja (nastawność oka) – zjawisko dostosowania się oka do oglądania przedmiotów znajdujących się w różnych odległościach. Dostosowanie to polega na odpowiednim doborze długości ogniskowej układu optycznego oka, tak aby na siatkówce powstawał ostry obraz oglądanego przedmiotu.
Istnieją dwa zasadnicze mechanizmy akomodacji:
- zmiana kształtu soczewki oka, a wskutek tego zmiana jej ogniskowej i co za tym idzie zmiana jej zdolności skupiającej,
- zmiana odległości soczewki od siatkówki.

Pierwszy mechanizm występuje u ssaków oraz u gadów (z wyjątkiem węży), a drugi u ryb oraz węży. U ptaków występują oba mechanizmy, zaś u stawonogów zjawisko akomodacji w ogóle nie występuje.
Elastyczna soczewka oka może zmieniać swój kształt dzięki mięśniowi rzęskowemu. Skupienie wzroku na obiekcie znajdującym się daleko następuje dzięki jego rozluźnieniu się, które skutkuje napięciem wiązadeł połączonych koncentrycznie z brzegiem soczewki i w efekcie jej spłaszczenie. Skupienie wzroku na obiekcie znajdującym się blisko spowodowane jest zaś skurczem mięśnia rzęskowego, zwolnieniem wiązadeł i zaokrągleniem soczewki.
Zakres akomodacji oka człowieka to odległość między punktem bliży i dali wzrokowej:
- punkt bliży wzrokowej – najbliższy punkt, jaki oko jest w stanie ostro widzieć dzięki akomodacji soczewki (ok. 10 cm),
- punkt dali wzrokowej – najdalszy punkt, powyżej którego soczewka nie akomoduje (ok. 6 m).

## Mechanizm akomodacji u człowieka

### Zmiany zachodzące podczas akomodacji
1. Zwężenie źrenicy.
2. Przesunięcie się do przodu brzegu źrenicznego tęczówki i przedniej powierzchni soczewki.
3. Przednia powierzchnia soczewki staje się nieco bardziej wypukła.
4. Tylna powierzchnia soczewki staje się nieco bardziej wypukła (jednak mniej niż przednia powierzchnia).
5. Soczewka opada w dół pod wpływem grawitacji.
6. Naczyniówka przesuwa się do przodu[2].